# Brateș, Neamț
Brateș este un sat în comuna Tarcău din județul Neamț, Moldova, România.

## Imagini

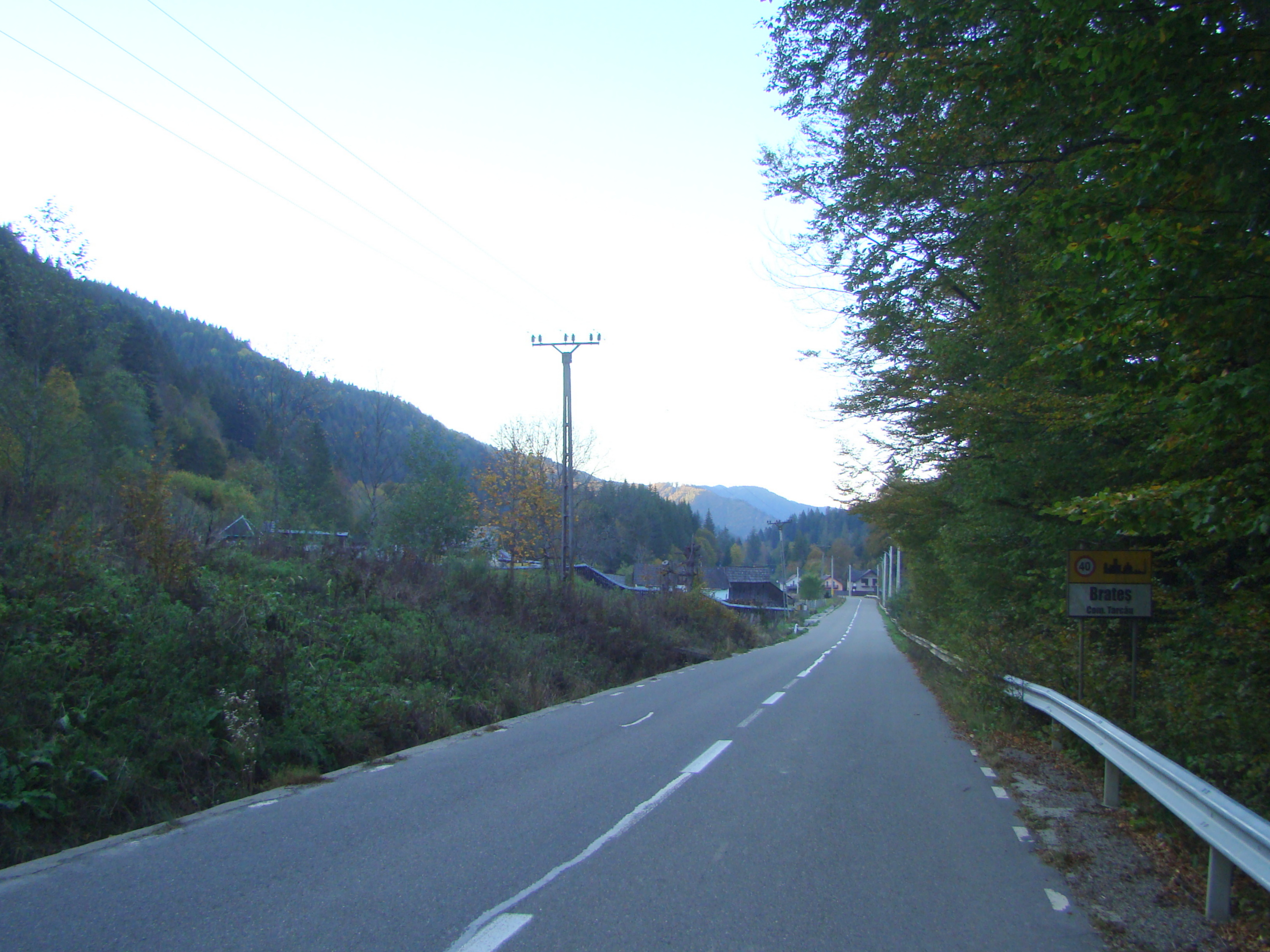
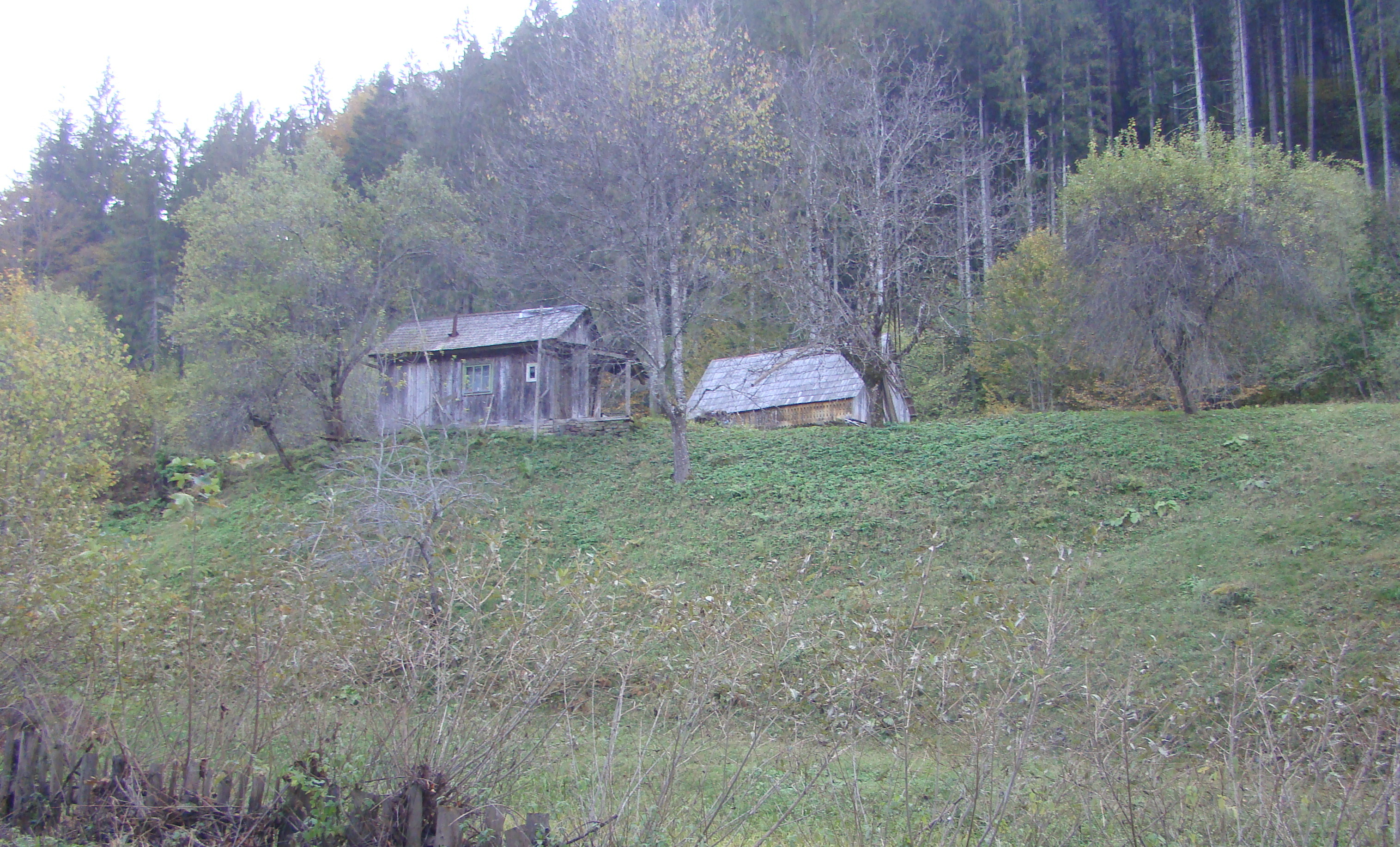
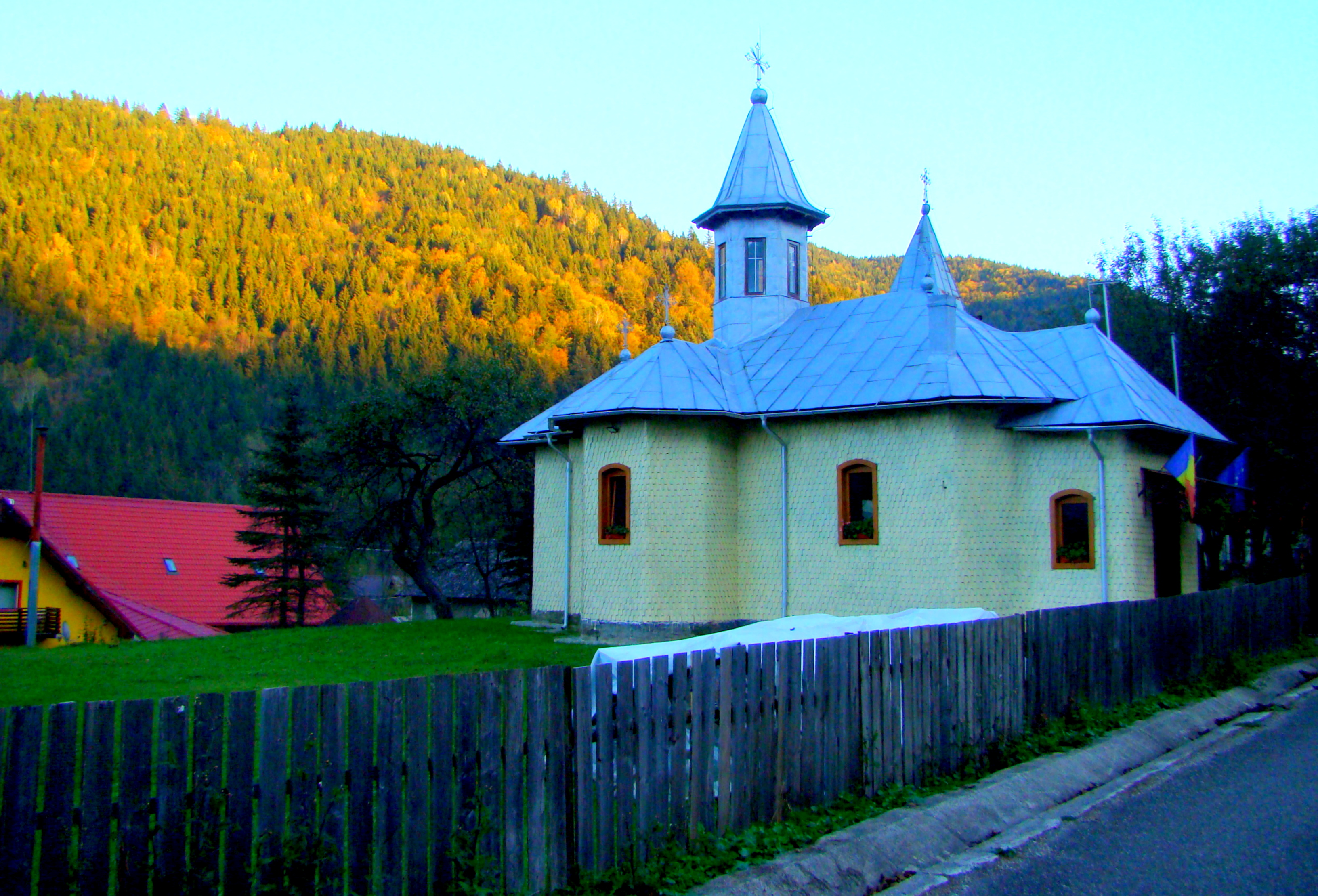
Biserica Înălțarea Domnului
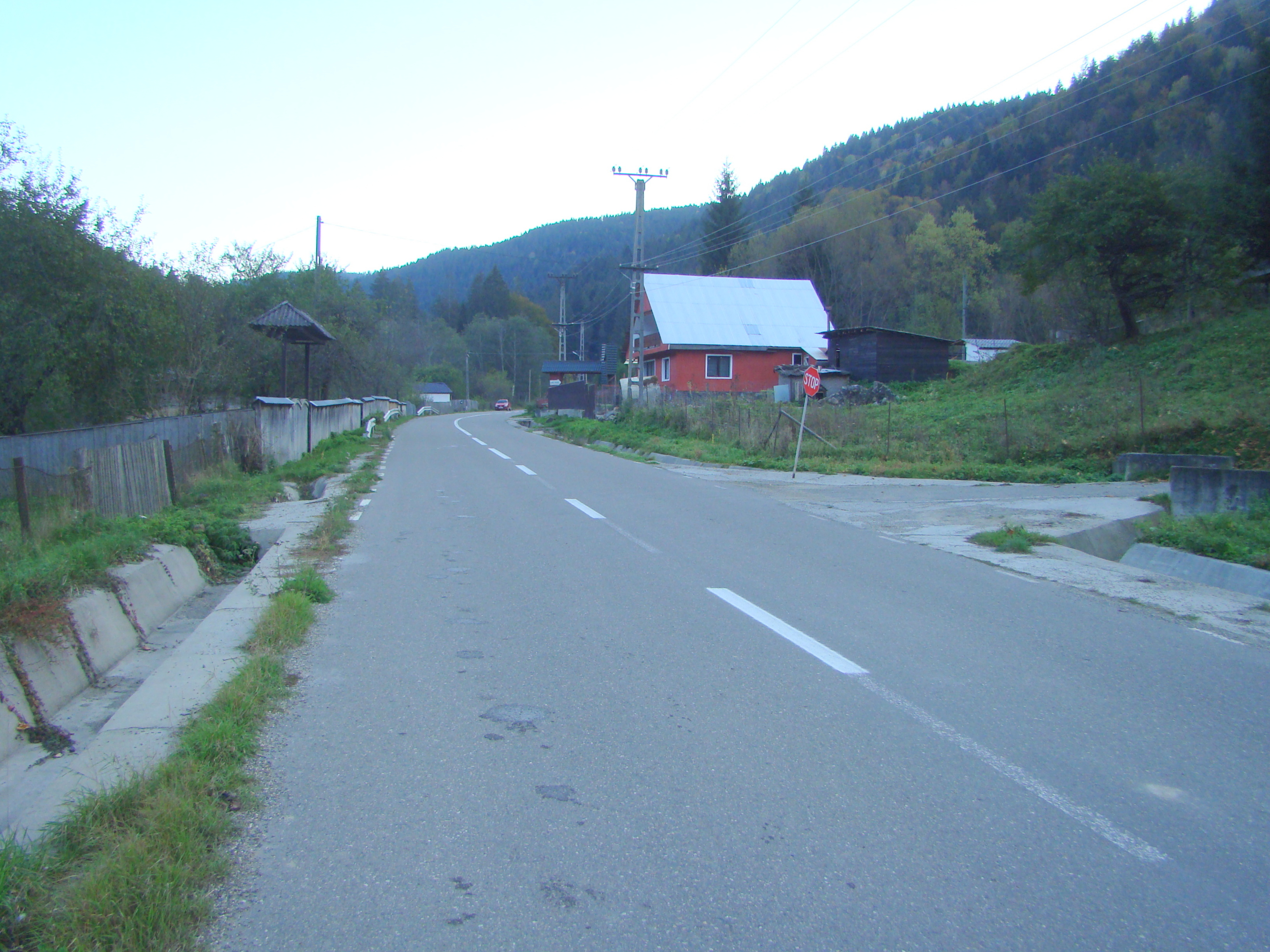
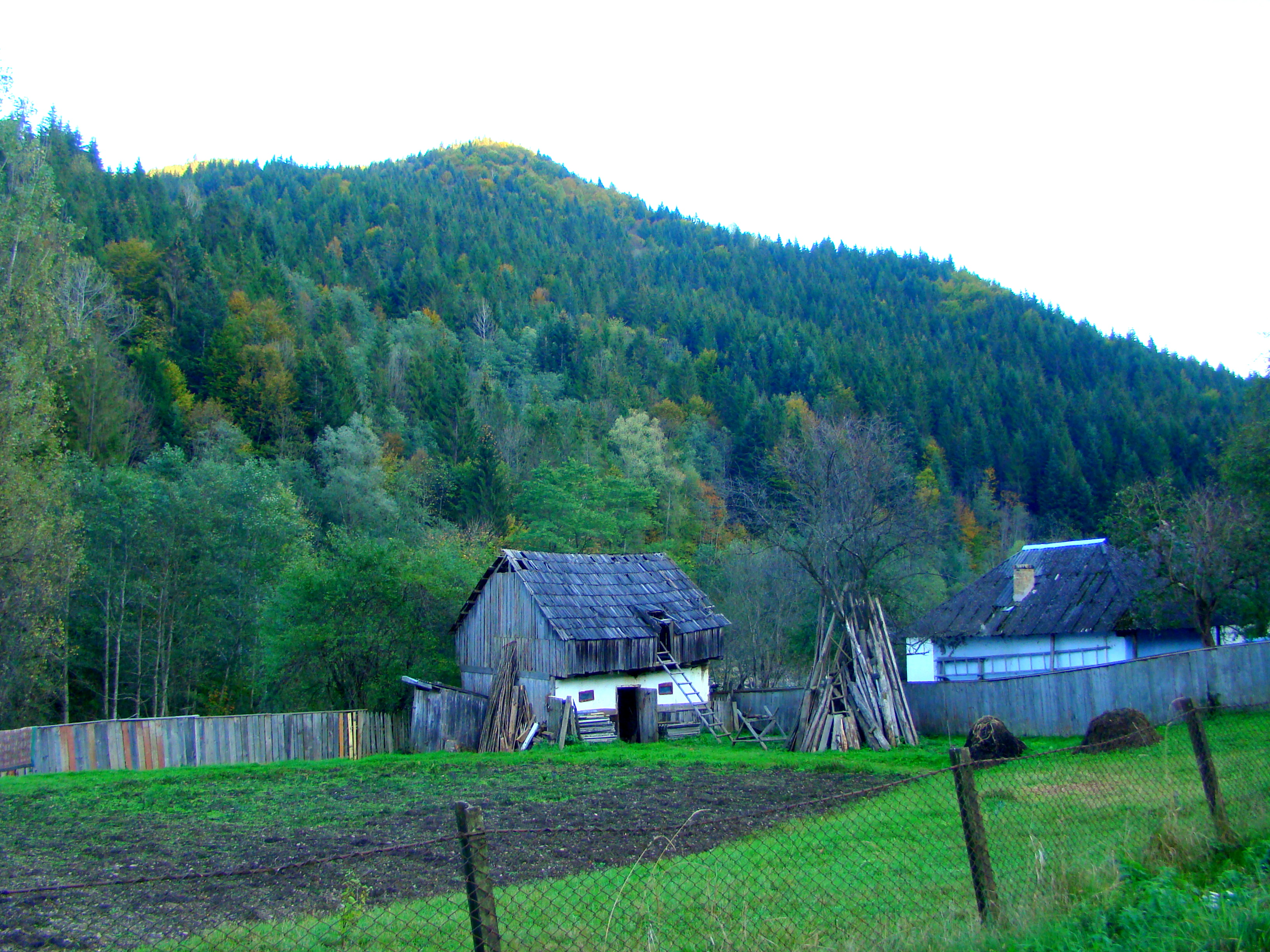
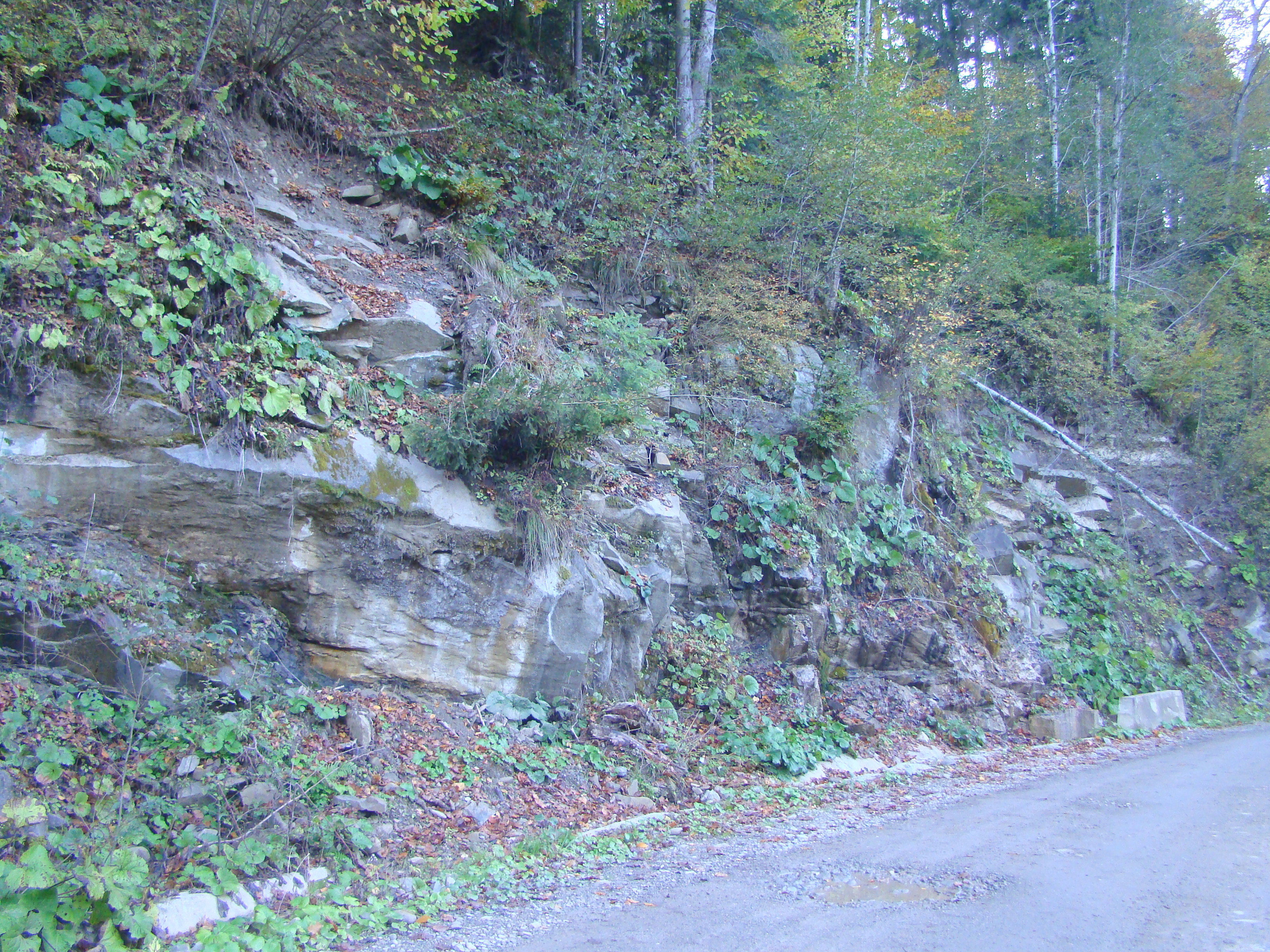
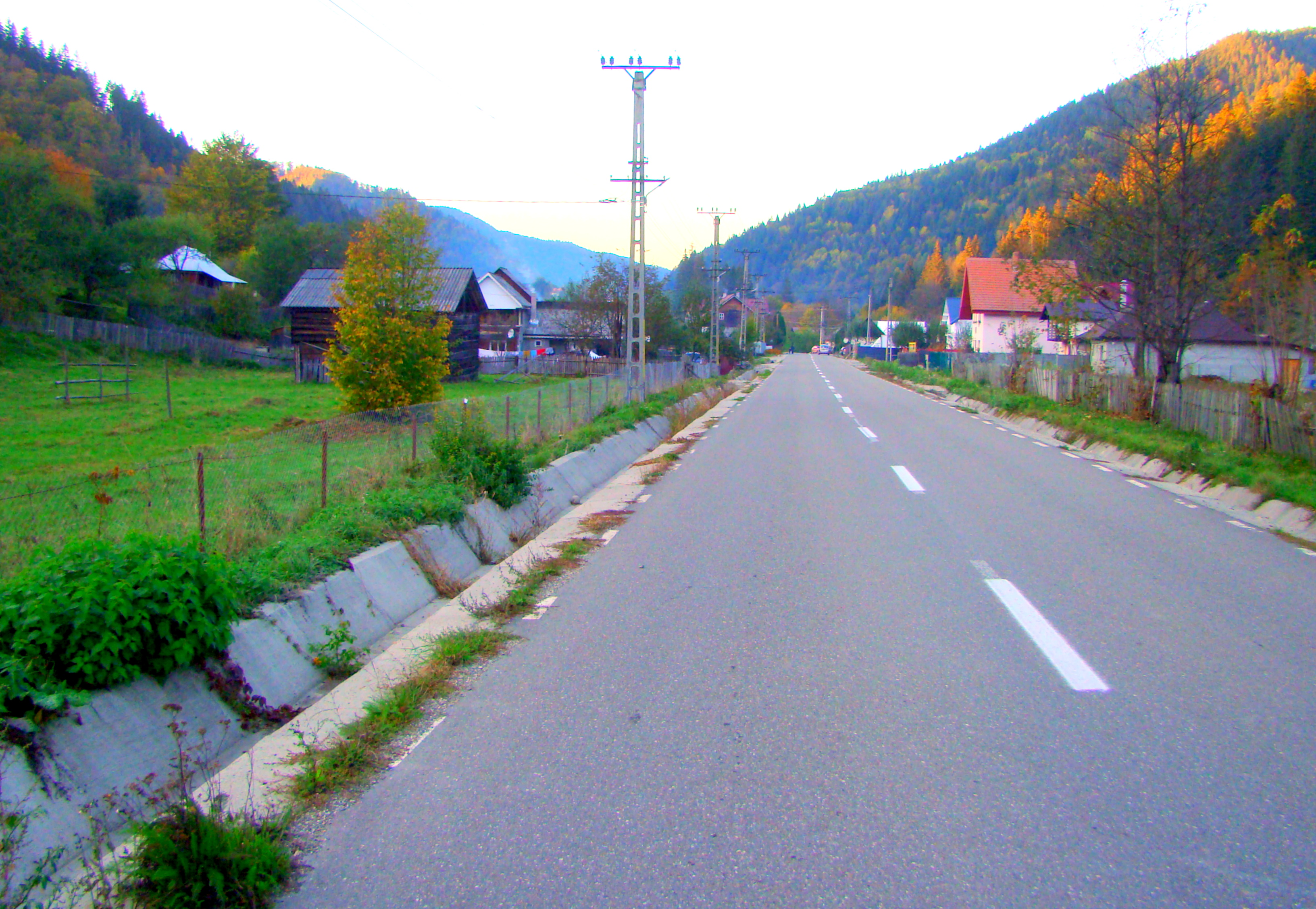
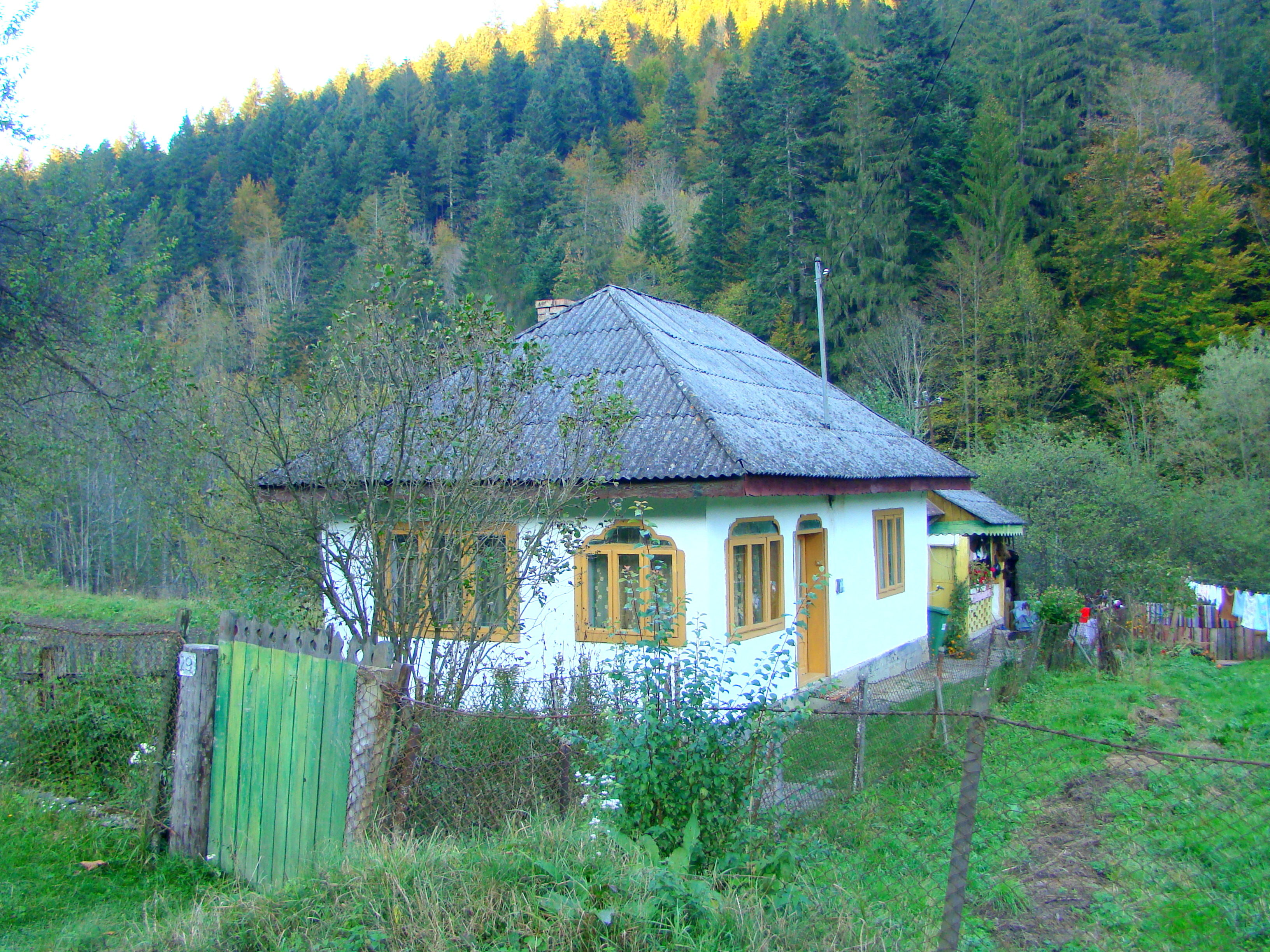
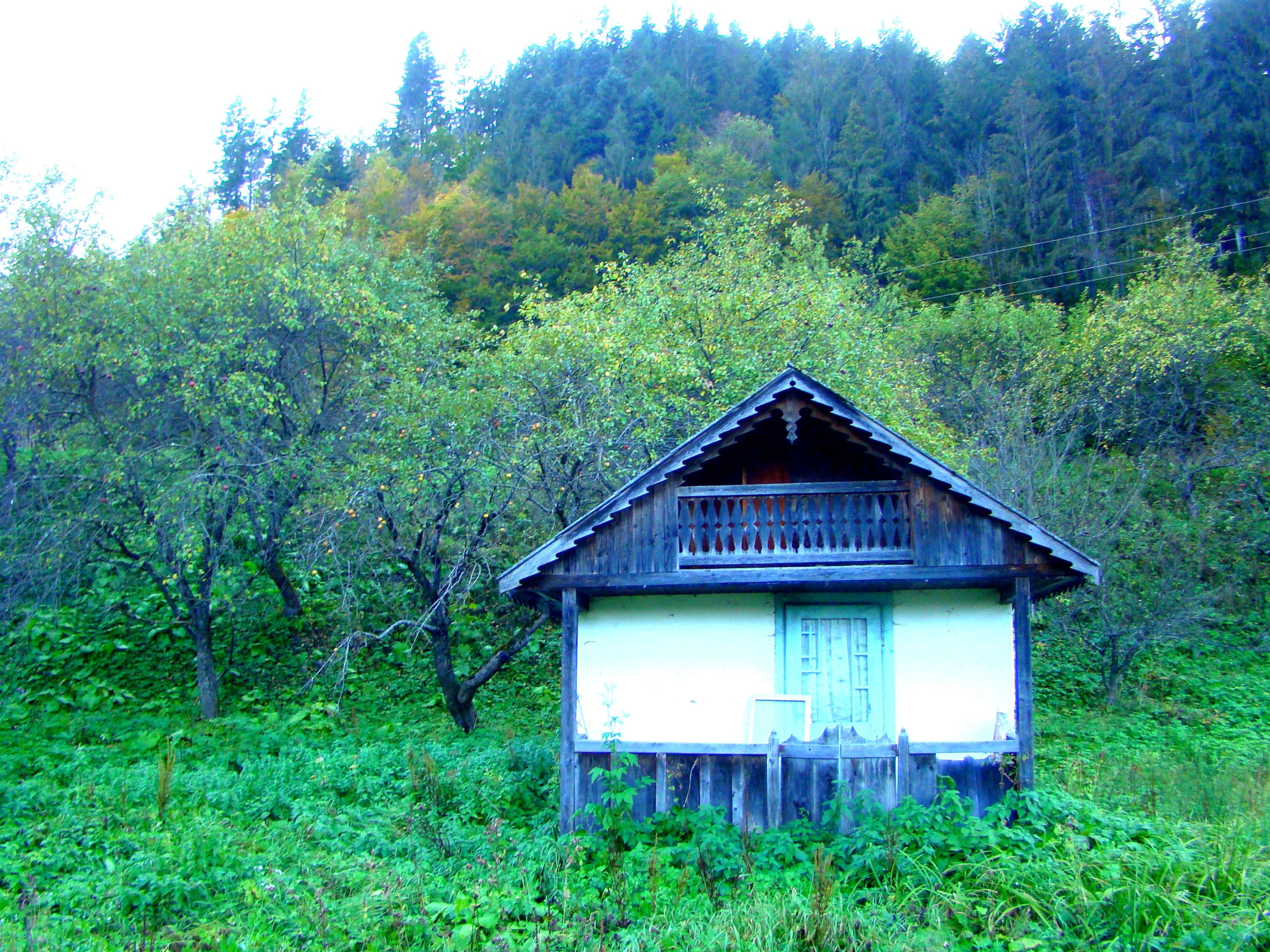
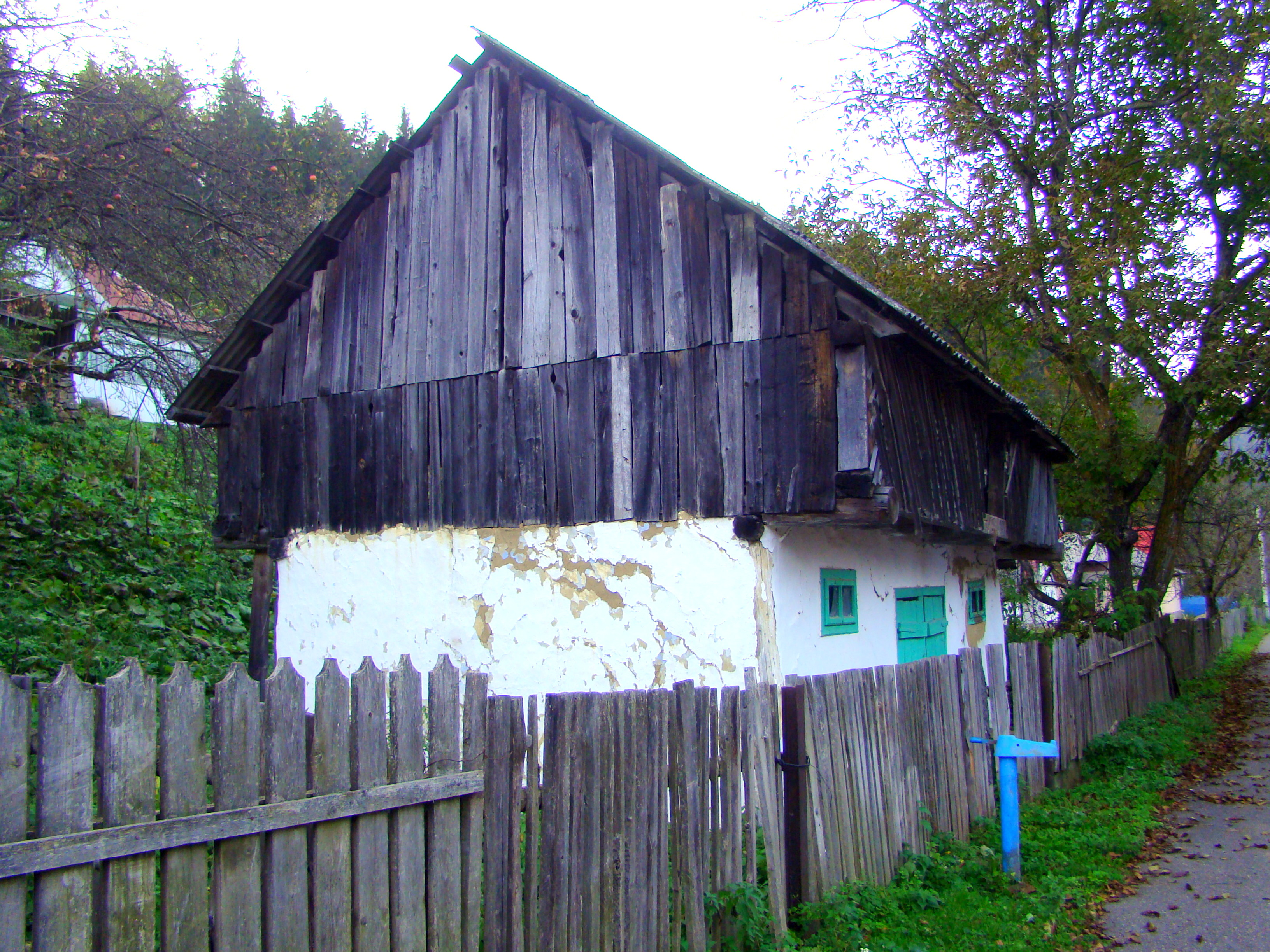
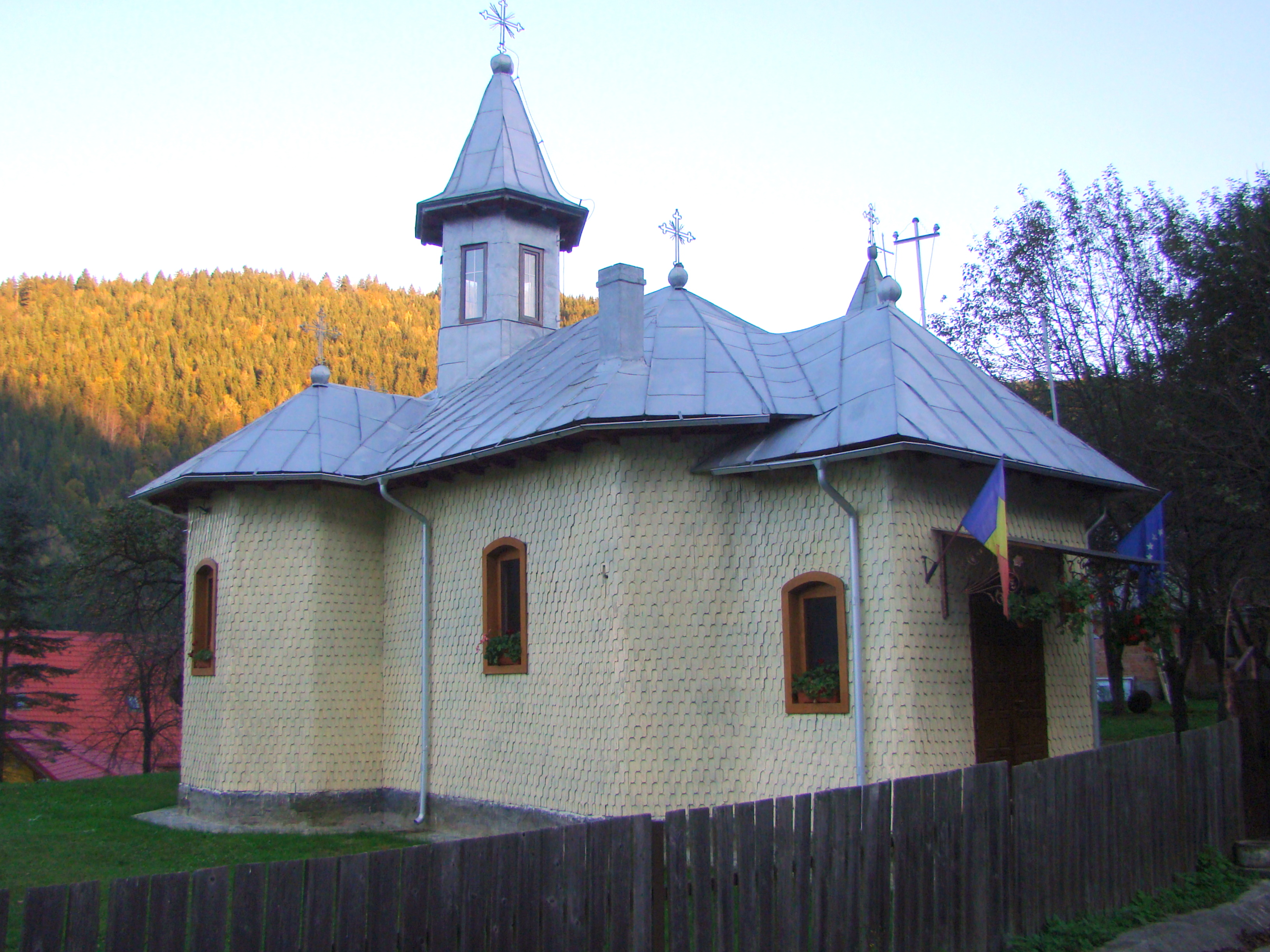
Biserica Înălțarea Domnului
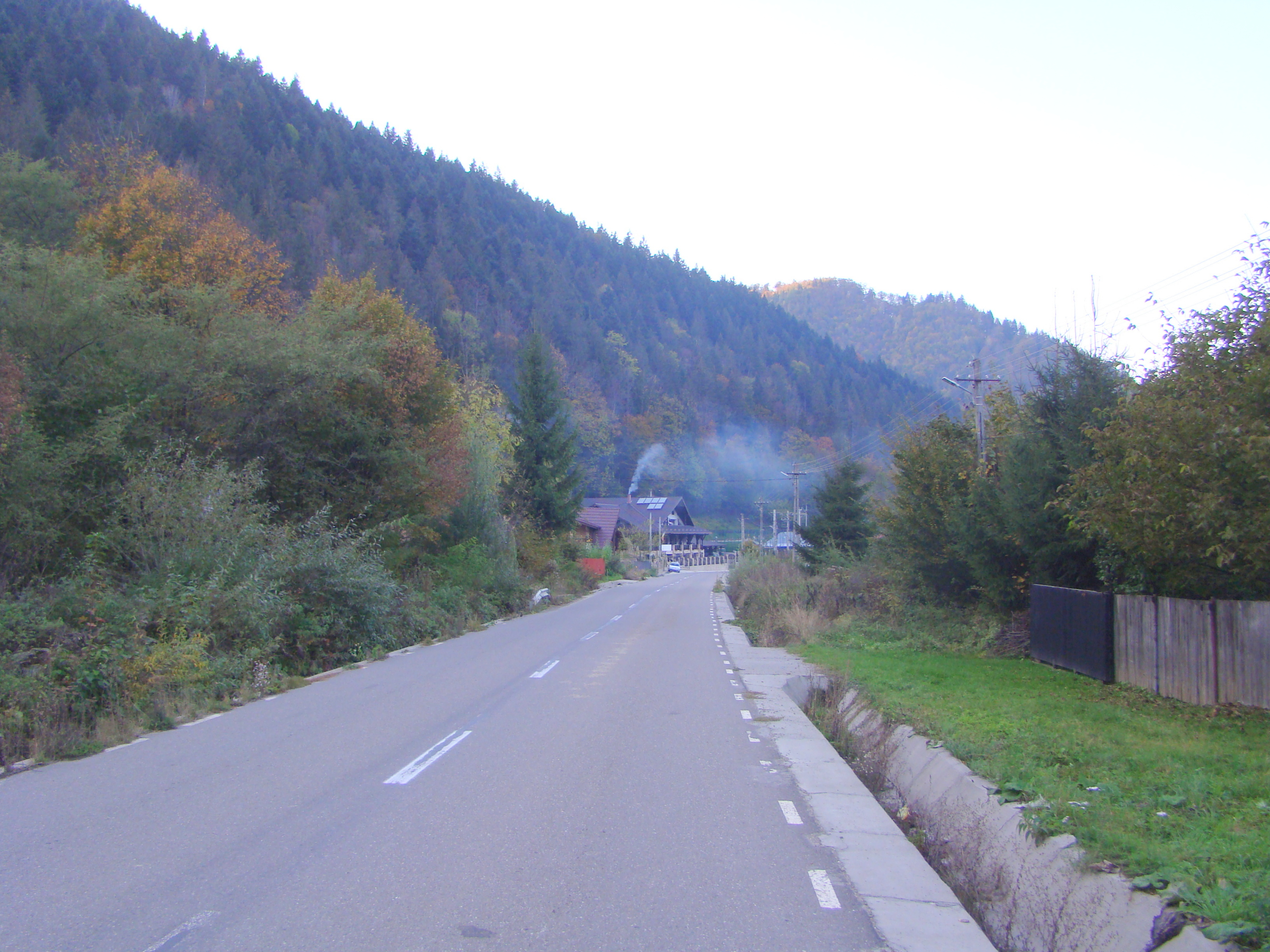

 Acest articol despre o localitate din județul Neamț este deocamdată un ciot. Puteți ajuta Wikipedia prin completarea lui.